# Анеби
Анеби (нем. Ahneby) — община в Германии, в земле Шлезвиг-Гольштейн. 
Входит в состав района Шлезвиг-Фленсбург. Подчиняется управлению Штайнбергирхе.  Население составляет 224 человека (на 31 декабря 2010 года). Занимает площадь 3,8 км².